# SPIP
SPIP er en danskudviklet software, som anvendes til at arbejde med billeder fra avanceret mikroskopiudstyr, f.eks. SPM, SEM, TEM, mv.
Programmet henvender sig især til brugere af scanning-sondemikroskoper (SPM), som er en meget følsom mikroskoptype, der muliggør topografiske afbildninger af overflader af meget små emner, helt ned i mikro- og nanoskala. Programmet bruges til at forbedre mikroskopi-billederne, lave detaljerede analyser af data og til at eksportere resultaterne til forskningsrapporter og lignende.
F.eks. er det ikke ualmindeligt, at de billeder, som SPM mikroskoperne genererer, indeholder målefejl i form af unøjagtigheder i instrumentet eller påvirkning fra ydre forhold f.eks. temperatur. Programmet kan ved hjælp af avancerede algoritmer udbedre de unøjagtigheder og dermed opnå større præcision i måleresultaterne, end mikroskopet selv kan levere.
Programmet anvendes i dag overalt i verden, hvor der foregår nanoteknologisk forskning med anvendelse af SPM, både på tekniske forskningsinstitutter, målelaboratorier og til industriel forskning. Derudover finder SPIP hyppig anvendelse hos mikroskopi-producenter til kalibrering og kvalitetssikring af instrumenterne.
SPIP var oprindelig en udløber fra et PhD projekt hos IBM Danmark og DTU i Lyngby i starten af 1990'erne og var tænkt som et billedbehandlingsprogram til SPM, men har senere udviklet sig til også at kunne anvendes til andre mikroskopi-typer, bl.a. SEM, TEM, profilometre og interferens mikroskoper.
SPIP sælges, supporteres og videreudvikles af det dansk-baserede firma Image Metrology A/S, som igennem en årrække har specialiseret sig indenfor avanceret software til nano-teknologi, -mikroskopi og relaterede brancher.

## Eksterne kilder og henvisninger
1. ↑  "Dansk software forbedrer mikroskopi", Ingeniøren 2.juni 2000
2. ↑  Image Metrology homepage
3. ↑  "SPIP - Scanning Probe Image Processer", a booklet on product and usability